# Nérac
Nérac (okcitansko Nerac) je naselje in občina v jugozahodni francoski regiji Akvitaniji, podprefektura departmaja Lot-et-Garonne. Leta 1999 je naselje imelo 6.787 prebivalcev.

## Geografija
Kraj leži v jugozahodni francoski pokrajini Pays d'Albret ob reki Baïse, 40 km zahodno od Agena. 

## Administracija
Nérac je sedež istoimenskega kantona, v katerega so poleg njegove vključene še občine Andiran, Calignac, Espiens, Fréchou, Moncaut, Montagnac-sur-Auvignon in Saumont z 9.022 prebivalci.
Naselje je prav tako sedež okrožja, v katerem se nahajajo kantoni Casteljaloux, Damazan, Francescas, Houeillès, Lavardac, Mézin in Nérac s 36.981 prebivalci.

## Znamenitosti
- renesančni grad Château de Nérac, v katerem se nahaja pokrajinski muzej,
- cerkev sv. Nikolaja,
- stari most.

- Château de Nérac
- Cerkev sv. Nikolaja
- Stari most z reko Baïse

## Pobratena mesta
- Madridejos (Španija);